# Park księżycowy w Bydgoszczy
Park Księżycowy – park w Bydgoszczy, o powierzchni 2,03 hektara.

## Lokalizacja
Park jest zlokalizowany na osiedlu Jary w Bydgoszczy. Zajmuje teren o wymiarach 150 x 450 m, między ulicami: Ksieżycową, Wilczą, Barwną oraz od zachodu kompleksem edukacyjnym (Centrum Kształcenia Praktycznego nr 1).

## Charakterystyka
Park został utworzony w 1997 r. Główną jego atrakcją jest staw, który zrekultywowano poprzez bagrowanie oraz złagodzenie spadków zboczy. Wokół akwenu urządzono aleje spacerowe, nasadzono drzewa i krzewy oraz oświetlono. Staw otacza roślinność przybrzeżna, m.in. trzcina i pałka szerokolistna, zaś na skarpach zasadzono różę pomarszczoną.
Park służy głównie mieszkańcom osiedli: Jary, Wilczak i Miedzyń w Bydgoszczy.